# Maynal
Maynal település Franciaországban, Jura megyében. Lakosainak száma 328 fő (2022. január 1.). Maynal Flacey-en-Bresse, Augea, Cuisia és Beaufort-Orbagna községekkel határos.

## Népesség
A település népességének változása:
| Lakosok száma | 362  | 328  | 312  | 288  | 348  | 346  | 338  | 334  | 336  | 328  |
|               | 1968 | 1982 | 1990 | 2006 | 2013 | 2015 | 2017 | 2019 | 2020 | 2022 |